# Hadena clara
Hadena clara là một loài bướm đêm thuộc họ Noctuidae. Nó được tìm thấy ở Maroc, miền nam châu Âu, Thổ Nhĩ Kỳ, Armenia, Azerbaijan, vùng Kavkaz, Israel, Liban, Syria và Iran.
Con trưởng thành bay từ tháng 5 đến tháng 6. Có một lứa một năm.
Ấu trùng có thể ăn các loài capsules của Caryophyllaceae.

## Phụ loài
- Hadena clara macedonica (Macedonia)
- Hadena clara gladys (miền bắc Iran)
- Hadena clara weissi (Caucasus)
- Hadena clara alpina (France)
- Hadena clara dujardini (France)
- Hadena clara nevadensis (Spain)
- Hadena clara atlantis (Maroc)